# UEFA Nations League 2024-2025 - Lega D
Questa voce raccoglie un approfondimento sulle gare della Lega D dell'UEFA Nations League 2024-2025. La fase a gironi della Lega D si è disputata tra il 5 settembre e il 19 novembre 2024.

## Formato
Poiché la Russia è stata esclusa dalla UEFA Nations League 2024-2025 a causa dell'invasione russa dell'Ucraina, il numero di partecipanti della competizione è stato ridotto da 55 a 54 squadre. Pertanto, essendo la divisione più bassa, la Lega D è stata ridotta da sette a sei squadre per questa edizione.
Di queste sei, cinque sono le squadre classificate dal cinquantunesimo al cinquantacinquesimo posto nella classifica finale della UEFA Nations League 2022-2023, alle quali si aggiunge la perdente dello spareggio della Lega C.
Le 6 partecipanti sono state divise in due gruppi da tre squadre: ogni squadra gioca disputa incontri tra settembre e novembre. Le squadre vincitrici di ogni gruppo sono promosse in Lega C della UEFA Nations League 2026-2027, mentre le seconde classificate disputano gli spareggi contro le due migliori quarte classificate della Lega C.

## Squadre partecipanti
Le squadre sono state assegnate alla Lega D in base alla lista d'accesso della UEFA Nations League 2024-2025, la quale si basa sulla classifica finale dell'edizione precedente: alle 5 squadre rimaste in Lega D viene attribuito il numero di accesso corrispondente alla posizione nella classifica finale dell'edizione passata, mentre alla perdente dello spareggio della Lega C viene attribuito il numero 49. Le urne per il sorteggio, composte una da due squadre e l'altra da quattro squadre, sono state annunciate il 2 dicembre 2023.
| Squadra    | Rank |
| ---------- | ---- |
| Gibilterra | 49   |
| Moldavia   | 50   |

| Squadra       | Rank |
| ------------- | ---- |
| Malta         | 51   |
| Andorra       | 52   |
| San Marino    | 53   |
| Liechtenstein | 54   |

Il sorteggio per la fase a gironi si è svolto il l'8 febbraio 2024 alle ore 18:00 CET a Parigi, in Francia. Nell'urna 1 l'identità della perdente dello spareggio della Lega C della UEFA Nations League 2022-2023 non era nota al momento del sorteggio in quanto l'incontro in programma nel marzo 2024.

## Gruppo 1

### Classifica
| Pos | Squadra       | Pt | G | V | N | P | GF | GS | DG |
| --- | ------------- | -- | - | - | - | - | -- | -- | -- |
| 1.  | San Marino    | 7  | 4 | 2 | 1 | 1 | 5  | 3  | +2 |
| 2.  | Gibilterra    | 6  | 4 | 1 | 3 | 0 | 4  | 3  | +1 |
| 3.  | Liechtenstein | 2  | 4 | 0 | 2 | 2 | 3  | 6  | -3 |

### Risultati
| Arbitro: | Andris Treimanis |

|             |           |  |
| Sensoli 53’ | Marcatori |  |

| Arbitro: | Kristo Tohver |

|                         |           |                                    |
| Walker 8’ Scanlon 90+7’ | Marcatori | 53’ Saglam 90+14’ (rig.) N. Hasler |

| Arbitro: | Felix Zwayer |

|            |           |  |
| Britto 62’ | Marcatori |  |

| Vaduz 13 ottobre 2024, ore 18:00 UTC+2 | Liechtenstein  | 0 – 0 referto | Gibilterra | Rheinpark Stadion (1 510 spett.)\| Arbitro: \| Horațiu Feșnic \| |
| Arbitro:                               | Horațiu Feșnic |               |            |                                                                  |

| Arbitro: | Igor Pajač |

|                    |           |                   |
| Nanni 90+2’ (rig.) | Marcatori | 11’ (rig.) Walker |

| Arbitro: | Jérémie Pignard |

|          |           |                                               |
| Sele 40’ | Marcatori | 46’ Lazzari 66’ (rig.) Nanni 76’ A. Golinucci |

## Gruppo 2

### Classifica
| Pos | Squadra  | Pt | G | V | N | P | GF | GS | DG |
| --- | -------- | -- | - | - | - | - | -- | -- | -- |
| 1.  | Moldavia | 9  | 4 | 3 | 0 | 1 | 5  | 1  | +4 |
| 2.  | Malta    | 7  | 4 | 2 | 1 | 1 | 2  | 2  | 0  |
| 3.  | Andorra  | 1  | 4 | 0 | 1 | 3 | 0  | 4  | -4 |

### Risultati
| Arbitro: | Mykola Balakin |

|                                      |           |  |
| Caimacov 32’ Nicolăescu 45+4’ (rig.) | Marcatori |  |

| Arbitro: | Mohammed Al-Hakim |

|  |           |               |
|  | Marcatori | 45’ Camenzuli |

| Arbitro: | Miloš Milanović |

|                           |           |  |
| Ioniță 31’ Cojocaru 90+5’ | Marcatori |  |

| Arbitro: | John Brooks |

|                  |           |  |
| Teuma 87’ (rig.) | Marcatori |  |

| Arbitro: | Bulat Sariyev |

|  |           |                  |
|  | Marcatori | 90+2’ Postolachi |

| Ta' Qali 19 novembre 2024, ore 20:45 UTC+1 | Malta        | 0 – 0 referto | Andorra | Stadio di Ta' Qali (3 142 spett.)\| Arbitro: \| Luka Bilbija \| |
| Arbitro:                                   | Luka Bilbija |               |         |                                                                 |

## Statistiche

### Classifica marcatori
2 reti
- Liam Walker (1 rig.)

- Nicola Nanni (2 rig.)

1 rete
- Ethan Britto
- James Scanlon
- Nicolas Hasler (1 rig.)
- Ferhat Saglam
- Aron Sele

- Ryan Camenzuli
- Teddy Teuma (1 rig.)
- Mihail Caimacov
- Maxim Cojocaru
- Artur Ioniță

- Ion Nicolăescu (1 rig.)
- Virgiliu Postolachi
- Alessandro Golinucci
- Lorenzo Lazzari
- Nicko Sensoli